# جون كاتينغ
جون كاتينغ (بالإنجليزية: John Cutting)‏ هو طبيب نفسي بريطاني، ولد في 6 يناير 1951 في أبردين في المملكة المتحدة.